# Ta 183戰鬥機

福克-沃爾夫 Ta 183 赫金拜 (俗稱烏鴉) 是一款設計於二次大戰期間的噴射動力戰鬥機，本預定為德國空軍Me 262戰鬥機與其它日間戰機的繼任者。它在終戰之前只達到風洞驗證的開發階段，但戰後阿根廷以Ta 183為基礎開發出FMA 箭式 II。 Huckebein名字的含義為：威廉·布施所繪漫畫中一隻四處鬧事的烏鴉。

## 設計與開發
在1945年早期，帝國航空部 (RLM)意識到盟軍噴射機的發展，並嚴密注意可能的潛在歐陸對手英國流星式。 為了掌握優勢隨即成立戰鬥機緊急開發計畫，並且將大部分轟炸機生產計畫喊停，同時將資源全力支援戰鬥機，尤其是噴射戰鬥機。 另外也接受處於實驗狀態的開發案，只要其性能可以超越盟軍的設計，並且尋求可以取代第一代德國Me 262戰鬥機與He 162戰鬥機的接棒機種。
1945年2月會議時作出新一代噴射戰鬥機的開發計畫，OKL要求福克伍爾夫的戰機開發案繼續進行，3月時開發案即為Ta 183戰鬥機並擁有最快的飛行航速，並在不萊梅成立設計開發聯絡辦公室，至於Ta 183戰鬥機的細部設計則在Bad Eilsen與代特莫爾德兩地進行。
“紧急战斗机计划”项目要求：
- 以一個亨克爾HeS 011A噴射發動機作為動力；
- 在離地7000米時最快時速達1000公里/小時；
- 燃料容量要有1000升以令其飛行時間有半小時；
- 最高昇限要有14000米；
- 武裝為4門MK-108航空機炮；
- 駕駛艙為加壓艙並能抵受美製M2重機槍子彈的攻擊。

參與此次投標的還有Me P.1101战斗机。

## 主要性能參數 (Ta 183 - 依照原始設計資料的試算預定性能)

Focke-Wulf Ta 183

基本信息
- 机组：one

性能
- 推重比：0.37

武器

- 原本為2 × 30 mm（英语：30 mm caliber） (1.18 in) MK 108機砲與100發砲彈，後來增加為4 × 30 mm（英语：30 mm caliber） (1.18 in) MK 108機砲與320發砲彈。[2]
- 4 × 空-空導彈 X-4型（英语：Ruhrstahl X-4） Wire Guided AAMs 或500 kg (1,102 lb)炸彈。[1]